# カール・エバーハルト・シェーンガルト

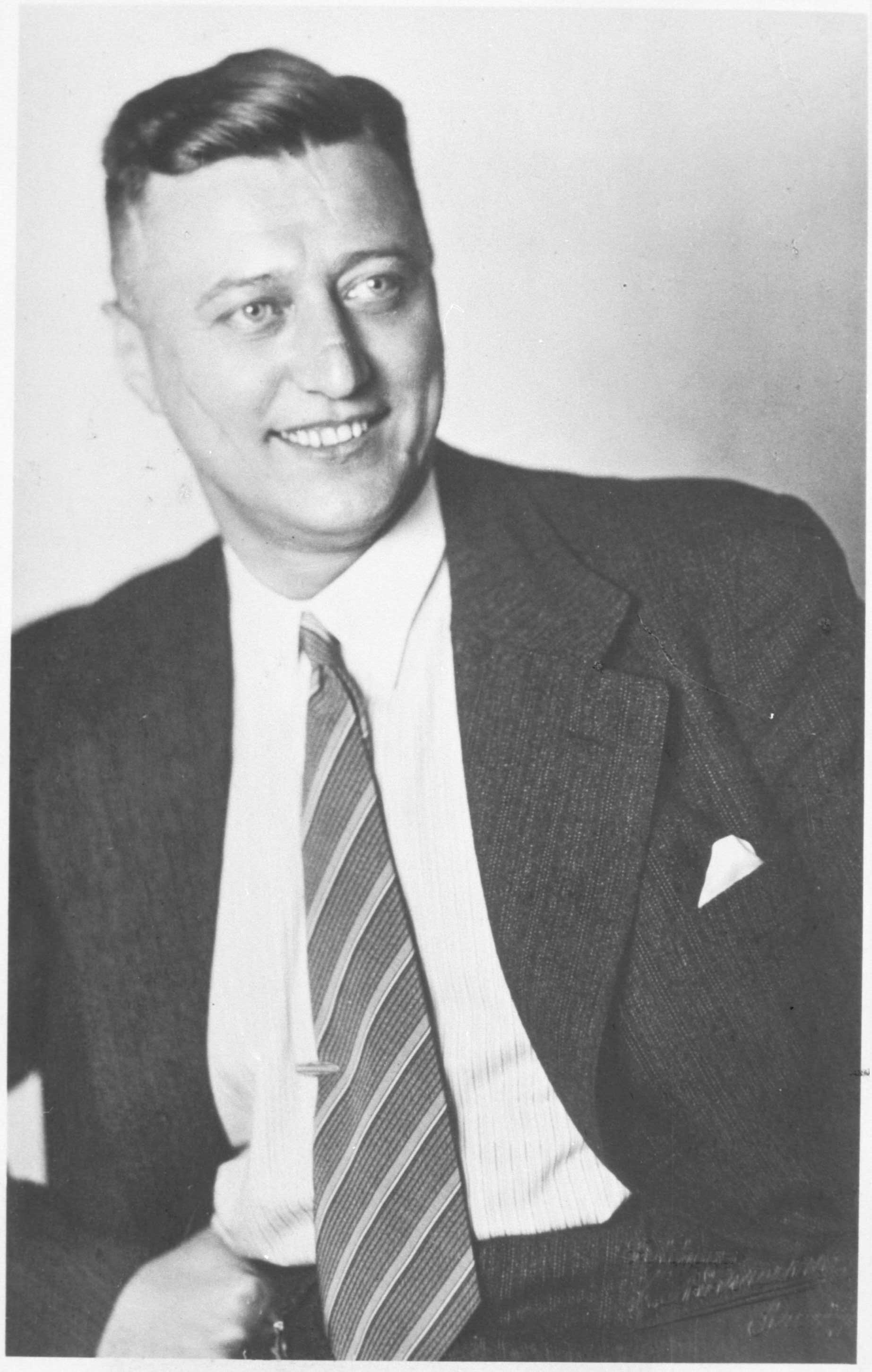
カール・エバーハルト・シェーンガルト

カール・エバーハルト・シェーンガルト（ドイツ語: Karl Eberhard Schöngarth, 1903年4月22日‐1946年5月16日）は、ナチス・ドイツ親衛隊（SS）の将軍。最終階級は親衛隊少将。一部、苗字を英語読みで「ションガース」と表記されることもある。

## 略歴
ザクセンのライプツィヒ出身。1922年にアビトゥーアに合格したのち、エルフルト（Erfurt）のドイツ銀行に勤務した。また1922年に国家社会主義ドイツ労働者党（ナチス党）に入党（党員番号43,870）。1923年のミュンヘン一揆に際して逮捕されたが、すぐに釈放された。ナチス党が解散されたため、この際に党を離れた。1924年から銀行を辞めてライプツィヒ大学に入学し、法学を学んだ。1928年7月28日に法学博士号を取得した。1933年のナチス党の権力掌握後、ナチス党に再度入党した（党員番号2,848,857）。また親衛隊員となった（隊員番号67,174）。
1933年から1935年にかけてビーレフェルト、ドルトムント、ミュンスターの州警察の指揮官となった。1936年からSD本部に配属された。1939年にはザクセン州の保安警察監督官（Inspekteur der Sicherheitspolizei　略称IdS）となる。1941年にクラカウの保安警察及びSD司令官（Befehlshaber der Sicherheitspolizei und des SD 略称BdS）に任じられる。1942年1月20日のヴァンゼー会議に保安警察とSDの代表として出席している。1943年7月に武装親衛隊の第4SS警察装甲擲弾兵師団に配属された。1944年にはオランダ・ハーグの保安警察及びSD司令官となった。1945年3月にオランダ親衛隊及び警察指導者のハンス・ラウターがレジスタンスに襲撃された際には、報復としてレジスタンスの殺害を実行し、重傷を負ったラウターの任務を代行している。
1945年5月のオランダにおけるドイツ軍の降伏に伴いイギリス軍の捕虜となった。その後、ハーメルンに置かれたイギリスの裁判にかけられて死刑判決を受けた後、元部下4人と共に刑死した。罪状は、1944年にエンスヘデで撃墜され、拘束されたアメリカのパイロット、Americo S. Galleを裁判なしで処刑したことであり、シェーンガルトら被告7人のうち死刑を免れたのは2名だけであった。

## 階級
- 1936年11月9日、親衛隊少尉（SS-Untersturmführer）
- 1938年1月30日、親衛隊中尉（SS-Obersturmführer）
- 1938年4月20日、親衛隊大尉（SS-Hauptsturmführer）
- 1938年8月1日、親衛隊少佐（SS-Sturmbannführer）
- 1939年9月10日、親衛隊中佐（SS-Obersturmbannführer）
- 1940年1月1日、親衛隊大佐（SS-Standartenführer）
- 1941年1月30日、親衛隊上級大佐（SS-Oberführer）
- 1943年1月30日、親衛隊少将及び警察少将（SS-Brigadeführer und Generalmajor der Polizei）

## 受章
- 一級剣付戦功十字章（Kriegsverdienstkreuz mit Schwertern I. Klasse）
- 二級剣付戦功十字章（Kriegsverdienstkreuz mit Schwertern II. Klasse）
- 親衛隊名誉リング（SS-Ehrenring）
- 親衛隊全国指導者名誉長剣（Ehrendegen des Reichsführers-SS）
- 国家スポーツバッジ（Reichssportabzeichen）

## 映画
- 映画『ヒトラーのための虐殺会議』ではマクシミリアン・ブリュックナー（ドイツ語版、英語版）がシェーンガルト役を演じた。